# Ferrocene
Il ferrocene è un composto chimico con formula Fe(C5H5)2. Rappresenta il prototipo dei metalloceni, una classe di composti organometallici consistenti in due anelli ciclopentadienilici legati su lati opposti di un atomo metallico centrale. Tali composti sono anche conosciuti come "composti a sandwich", proprio a causa del legame caratteristico che implica la presenza di un metallo interposto tra due ligandi. Con numero CAS 102-54-5, si presenta come un solido di colore giallo-arancio, stabile all'aria e che sublima sottovuoto.

## Sintesi e struttura
Inizialmente, al pari di molti composti chimici, il ferrocene fu ottenuto in modo non intenzionale. Nel 1951, alla Duquesne University, Pauson e Kealy realizzarono la reazione chimica tra bromuro di ciclopentadienil magnesio e cloruro ferroso con lo scopo di effettuare l'accoppiamento ossidativo del diene. Ottennero invece una polvere di colore leggermente arancio e di notevole stabilità chimico-fisica. Il ferrocene è sintetizzato più comunemente per reazione tra sodio ciclopentadienile e cloruro ferroso in solvente tetraidrofurano.
La struttura del ferrocene è stata confermata dalla NMR e dalla diffrazione dei raggi X. La sua caratteristica struttura "a sandwich" ha portato allo sviluppo di un forte interesse per i composti formati dagli elementi del blocco d con gli idrocarburi ed avviato lo sviluppo di un moderno campo della chimica metallorganica. Molti altri metalli possono essere utilizzati al posto del ferro e molti altri idrocarburi possono assolvere alla funzione del ciclopentadienile. 
Nel ferrocene i sei elettroni π dell'anione aromatico ciclopentadienile sono impiegati nel legame con lo ione Fe2+ centrale che assume la configurazione elettronica di un gas nobile: Fe2+ ha configurazione esterna 3d6 che con 6 × 2 = 12 elettroni dei due ciclopentadienili diviene la configurazione kripton, rispettando la regola dei 18 elettroni. A causa di ciò il composto risulta particolarmente stabile. Tutti e cinque gli atomi di carbonio contraggono contemporaneamente legame col metallo, il che costituisce apticità η5.

## Proprietà chimiche
Il ferrocene subisce molte reazioni caratteristiche dei composti aromatici, tra le quali le più importanti sono le reazioni di Friedel-Crafts. Ad esempio, il ferrocene viene acetilato dopo trattamento con anidride acetica (o cloruro di acetile) in presenza di acido fosforico come catalizzatore:
Fe(C5H5)2 + (CH3CO)2O → Fe(C5H5)(C5H4C(O)CH3) + CH3CO2H
Fe(C5H5)(C5H4C(O)CH3) + (CH3CO)2O → Fe(C5H4C(O)CH3)2 + CH3CO2H
Il ferrocene viene deprotonato per trattamento con basi molto forti, come ad esempio n-butil litio, per dare 1,1'-dilitioferrocene che è un versatile nucleofilo:
Fe(C5H5)2 + 2 C4H9Li → Fe(C5H4Li)2 + 2 C4H10
Fe(C5H4Li)2 + 2 (C6H5)2PCl → Fe(C5H4P(C6H5)2)2 + 2 LiCl
Diversamente dai classici composti organici aromatici, ha una proprietà molto particolare: la capacità di subire ossidazione cedendo un elettrone, con potenziale standard di riduzione (misurato con elettrodo a calomelano saturo) di 0,4 V. L'ossidazione è solitamente condotta utilizzando FeCl3, si ottiene lo ione ferricinio [Fe(C5H5)2]+ di colore blu. I sali di ferricinio sono ampiamente utilizzati come agenti ossidanti, sfruttando il fatto che il prodotto della riduzione del ferrocene è stabile e facilmente separabile dagli altri prodotti.

## Applicazioni del ferrocene e dei suoi derivati
Il ferrocene, di per sé, ha poche applicazioni. La disponibilità di innumerevoli derivati, mono- o bi-sostituiti, ne estende il campo delle possibili applicazioni.
- Additivo per carburante. Il ferrocene e i suoi derivati sono agenti antidetonanti usati in carburanti per motori a benzina; sono considerati più sicuri rispetto al piombo tetraetile.[6] Di contro possono formarsi dei depositi sulla superficie della candela che ne provocano l'inutilizzabilità successiva. Nei motori Diesel il ferrocene riduce la produzione di fuliggine.
- Medicina: alcuni sali del ferrocene hanno attività anticancerogena. Esiste un farmaco sperimentale che rappresenta la versione ferrocenilica del tamoxifene[7]: il principio sfrutta l'affinità del tamoxifene per i siti di legame degli estrogeni, con effetto citotossico.[7][8][9]
- Scienza dei materiali: il ferrocene sublimato può essere utilizzato per depositare alcuni tipi di fullereni. È spesso utilizzato anche per la produzione di nanotubi di carbonio per Deposizione di Vapore Chimico (CVD), o sotto forma di soluzione in solvente organico o come polvere attraverso cui viene flussato un idrocarburo gassoso (tipicamente acetilene o etilene), essendo il ferro uno dei più comuni catalizzatori per la crescita di nanotubi.
- Fonte di ligandi. Le ferrocenilfosfine chirali sono utilizzate come ligandi in reazioni catalizzate da metalli di transizione. Alcuni di loro trovano applicazione industriale nella sintesi di farmaci o di composti utilizzati in agraria. 1,1'-bis difenilfosfinoferrocene è un importante ligando utilizzato per il palladio, catalizzatore di diverse reazioni di accoppiamento ossidativo.